# Bolchoï Patom
Le Bolchoï Patom (en russe : Большой Патом, c'est-à-dire Grand Patom) est une rivière de Russie qui coule dans l'oblast d'Irkoutsk, en Sibérie orientale. C'est un affluent direct du fleuve Léna en rive droite.

## Géographie
Le Bolchoï Patom naît dans les monts du Plateau de Patom et parcourt des régions montagneuses très isolées, mais bien arrosées. Son cours est fréquemment entrecoupé de rapides. Il se dirige d'abord vers le nord, puis le nord-est, ensuite franchement vers l'est. En fin de parcours, il se jette dans la Léna en rive droite, 15 kilomètres en amont de la localité de Nokhtouysk. 
Dans son parcours, le Bolchoï Patom ne traverse pas de centres urbains importants. Seule la localité de Patoma est digne d'être mentionnée.

## Le gel
En règle générale, le Bolchoï Patom est pris par les glaces au mois d'octobre. Le dégel se produit début mai.
Le bassin versant du Bolchoï Patom, repose totalement sur une couche de sol gelé en permanence (pergélisol continu), d'une épaisseur de plus de 100 mètres, pouvant atteindre 300 mètres.

## Hydrométrie - Les débits à Patoma
Le Bolchoï Patom est une rivière abondante et fort bien alimentée. Son débit a été observé pendant 55 ans (sur la période allant de 1936 à 1990) à Patoma, petite ville située à quelque 30 kilomètres de sa confluence avec la Léna. 
À Patoma, le débit annuel moyen ou module observé sur cette période était de 349 m3/s pour une surface de drainage de 26 900 km2, soit la totalité du bassin versant de la rivière. La lame d'eau d'écoulement annuel dans le bassin se montait de ce fait à 399 millimètres, ce qui doit être considéré comme élevé.
La rivière est alimentée en grande partie par la fonte des neiges et des glaces, mais aussi par les abondantes pluies de l'été et de l'automne. Son régime est de ce fait nivo-pluvial. 
Les hautes eaux se déroulent au printemps, au mois de mai et surtout au mois de juin, ce qui correspond au dégel et à la fonte des neiges. Le bassin bénéficie de précipitations appréciables en toutes saisons. Elles tombent sous forme de pluie en été et partiellement en automne, ce qui explique que le débit de juillet à septembre soit bien soutenu. Aux mois d'octobre puis de novembre, le débit de la rivière baisse progressivement, ce qui constitue le début de la période des basses eaux. Celle-ci a lieu de novembre à avril et correspond au long et intense hiver sibérien. 
Le débit moyen mensuel observé en mars (minimum d'étiage) est de 52,7 m3/s, soit seulement 4 % du débit moyen du mois de juin (1 324 m3/s), ce qui souligne l'amplitude des variations saisonnières. Cependant les écarts de débits mensuels peuvent être encore bien plus importants d'après les années : sur la durée d'observation de 55 ans, le débit mensuel minimal a été de 14,8 m3/s en février 1964, tandis que le débit mensuel maximal s'élevait à 2 340 m3/s en juin 1978. En ce qui concerne la période libre de glace (de mai à septembre inclus), toujours sur cette longue période de 55 ans, le débit minimal observé a été de 236 m3/s en septembre 1955, ce qui restait franchement abondant.  